# Bergkirchen (Bad Oeynhausen)

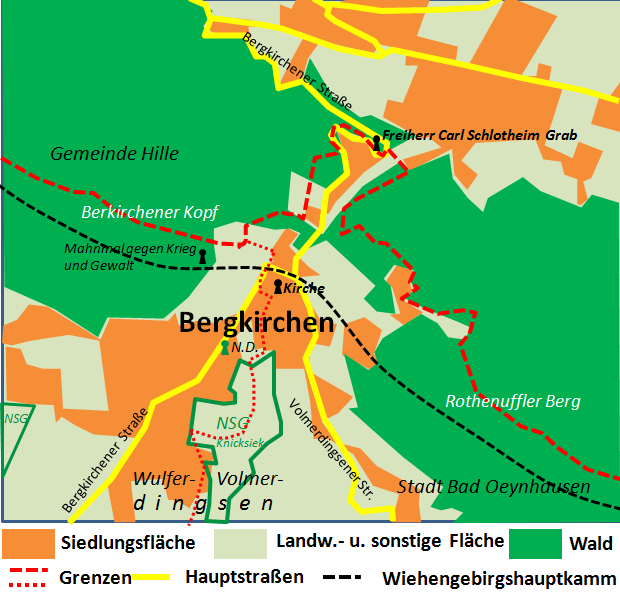
Karte des zentralen Bereichs Bergkirchens. Der Grenzverlauf zu Hille weicht im Zuge der Passstraße eigentümlich von der Kammlinie ab (gestrichelte Linie). Die Grenze zwischen Wulfer- und Volmerdingsen (gepunktete Linie) verläuft quer durch den Ort

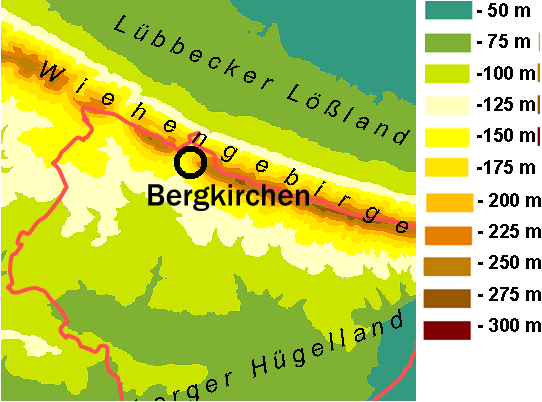
Die Topographie in der Umgebung Bergkirchens

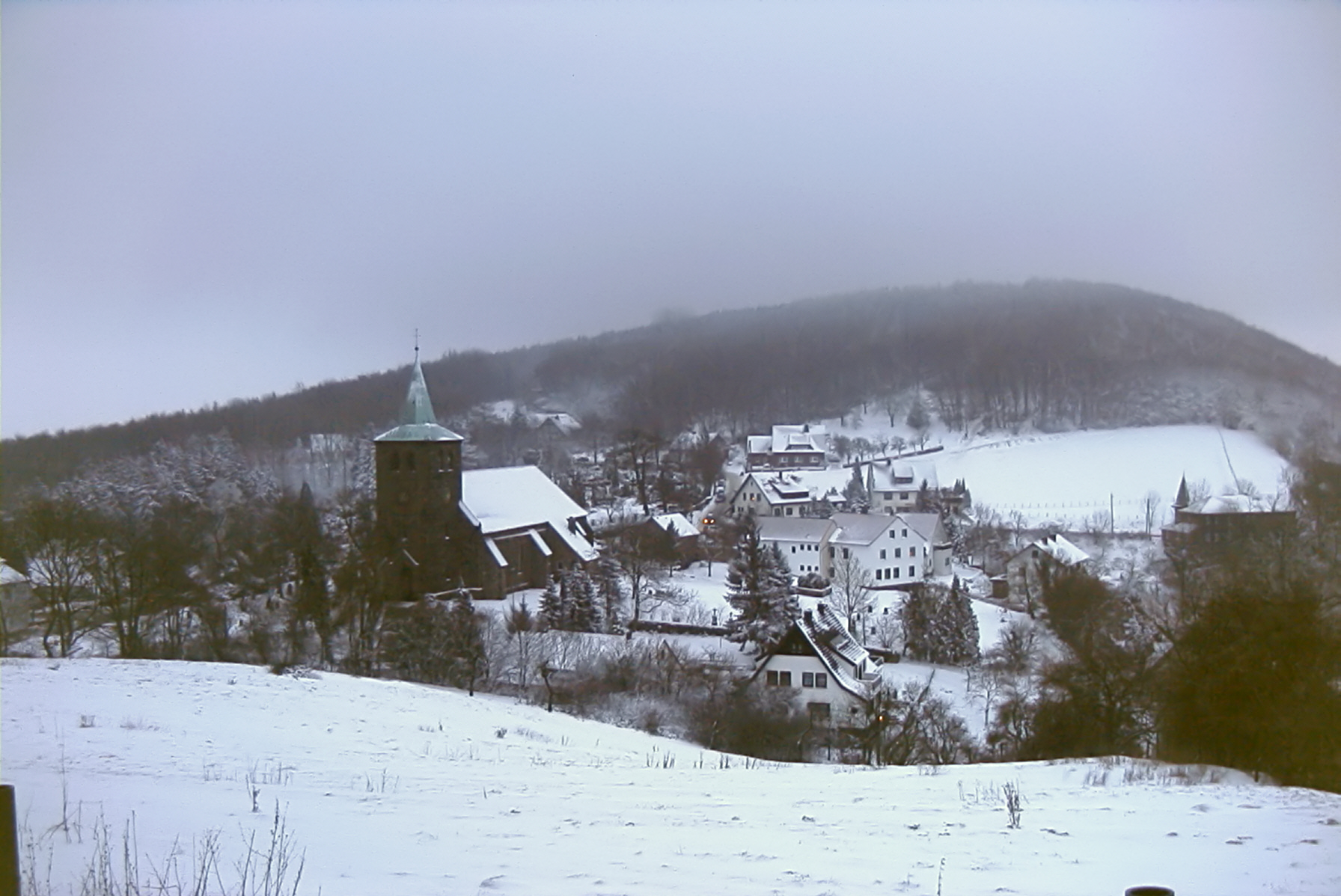
Bergkirchen im Winter 2000

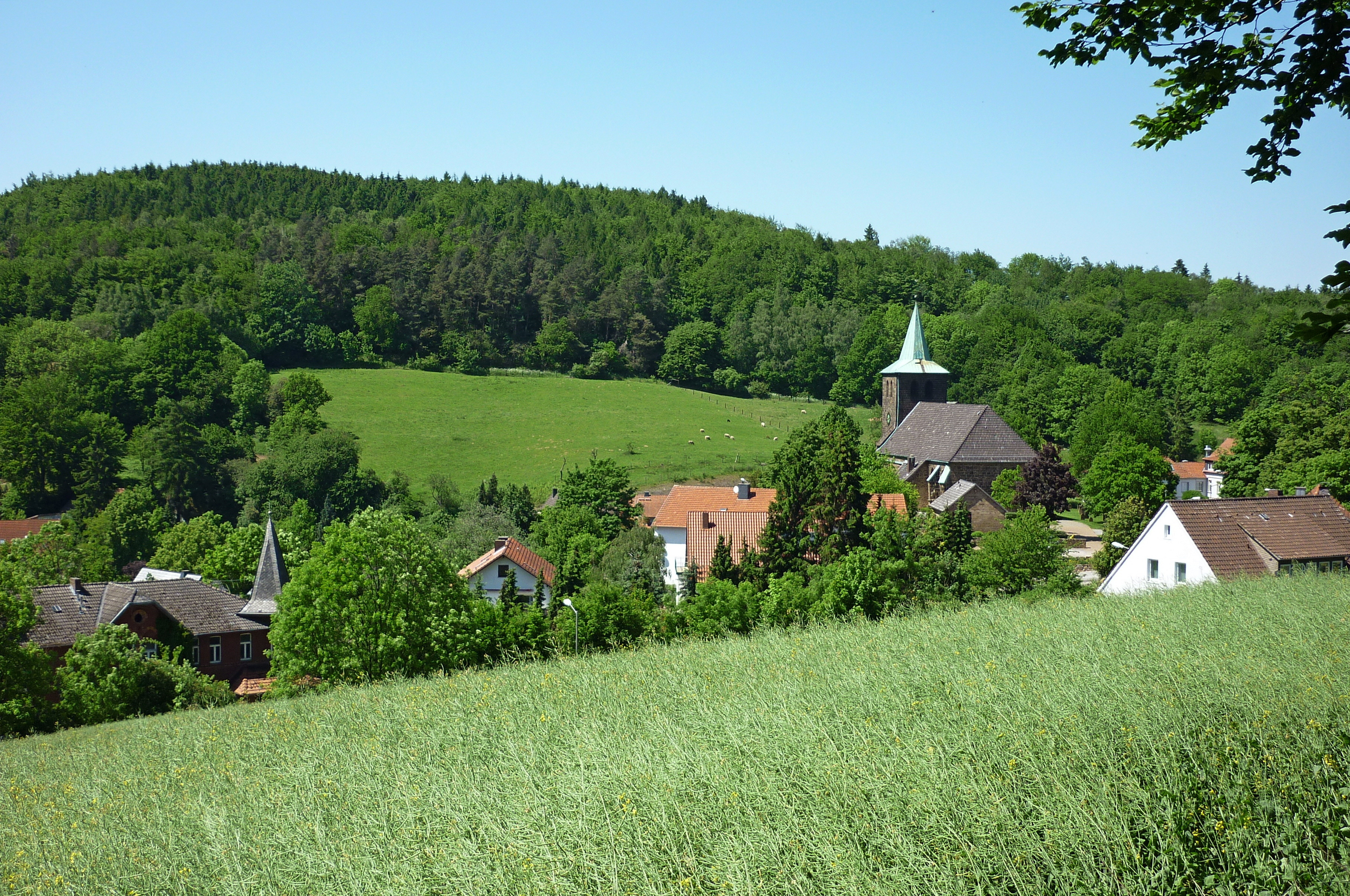
Blick auf Dorf und Kirche im Sommer

Bergkirchen im Jahre 1909

Bergkirchen ist ein Kirchdorf innerhalb der ostwestfälischen Stadt Bad Oeynhausen in Nordrhein-Westfalen. Das Dorf liegt, als einziges im Kreis Minden-Lübbecke, auf dem Kamm des Wiehengebirges an einem Passübergang unweit des Bergkirchener Kopfes. Administrativ bildet Bergkirchen keinen eigenen Orts- bzw. Stadtteil, sondern gehört zum Stadtteil Wulferdingsen, ein kleinerer Teil mitsamt der namensgebenden Kirche zu Volmerdingsen. Die Kirchengemeinde Bergkirchen umfasst heute die Ortsteile Bergkirchen und Wulferdingsen.

## Geographie und Lage
Bergkirchen liegt als nördlichster Siedlungsteil der Stadt Bad Oeynhausen an der Grenze zum Ortsteil Rothenuffeln der Gemeinde Hille im Kreis Minden-Lübbecke. Die Grenze zwischen den Kommunen verläuft hier direkt auf dem Kamm des Wiehengebirges bis auf einen 100 Meter breiten und 250 Meter langen nach Norden ausgreifenden Gebietszipfel, der mit der Gebietsreform 1973 an die Stadt Bad Oeynhausen fiel.
Die Wohnbaufläche Bergkirchens liegt überwiegend am Fuße des Bergkirchener Kopfes, nimmt aber auch mit dem Ortskern die Passhöhe zwischen diesem und dem Rothenuffler Berg ein. Bergkirchen ist, insbesondere mit seinem Kirchturm, die einzige Ortschaft, die von beiden Seiten des Gebirges von Weitem sichtbar ist. Unmittelbar südlich des Ortskerns liegt das rund 4,3 Hektar große Naturschutzgebiet Knicksiek, und im Westen reicht das weitläufige Naturschutzgebiet Wulferdingsener Mühlensiek bis unmittelbar an den Dorfrand. Über den Kamm des Wiehengebirges und damit durch den Dorfkern verläuft der Wittekindsweg, der Teil des europäischen Fernwanderweges E11 ist.
Da die Ortschaft seit fast 200 Jahren keine administrative Einheit darstellt, wird für sie offiziell keine Einwohnerzahl registriert und keine Flächengröße der Gemarkung ausgewiesen.

## Klima

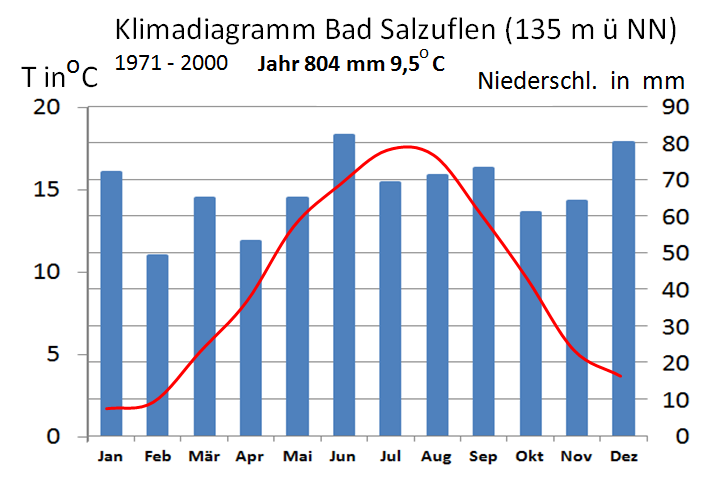
Klimadiagramm des 20 km entfernten Bad Salzuflen

Für Bergkirchen selbst gibt es keine langjährigen Temperaturmessungen. Die nächsten Wettermessstationen liegen je rund 20 km südlich in Bad Salzuflen und nordwestlich in Rahden-Varl. Im ähnlich hoch gelegenen (135 m ü NN) Bad Salzuflen beträgt die Januardurchschnittstemperatur im langjährigen Mittel (Zeitraum 1971–2000) 1,8 Grad, der Wert für Juli ist 17,7 Grad und der Jahresmittelwert 9,5 Grad Celsius. Es fallen dort im Schnitt 804 mm Niederschlag.

## Geschichte

Fürstentum Minden im 19. Jahrh. mit den Kirchorten Bergkirchen und Volmerdingsen; Wulferdingsen ist nicht eingezeichnet

Der Ort Bergkirchen ist vermutlich über 1200 Jahre alt. Zwar wurde die Siedlung erst im 11. Jahrhundert erstmals urkundlich erwähnt, doch neuere Forschungen lassen vermuten, dass schon 799 anlässlich der Septemberreise des Papstes Leo III. in Bergkirchen eine Holzkirche geweiht wurde.
An der Kirche, die an der genannten Passstraße liegt, entstand ein Gewerbe- und Handelsplatz auf dem Berg. Im 19. Jahrhundert wurde der Markt nach Wulferdingsen verlegt.
Bis 1843 war Bergkirchen zentraler Ort des gleichnamigen Kirchspiels, zu dem neben Bergkirchen noch die Ort- und Bauerschaften Wulferdingsen, Haddenhausen mit Biemke, Oberlübbe, Rothenuffeln und Unterlübbe mit Hilferdingsen gehörten, die beiderseits des Wiehengebirges lagen. Im Rahmen der Einführung der Landgemeinde-Ordnung für die Provinz Westfalen wurde der Kreis Minden im Dezember 1843 in sieben Ämter eingeteilt. Gleichzeitig erhielten alle Orte, die für ihre Kommunalbedürfnisse einen eigenen Haushalt führten, den Status einer (Land-)Gemeinde. Die übrigen Orte ohne Gemeindestatus, unter anderem Bergkirchen, wurden größeren Gemeinden zugeordnet. Seither gehört Bergkirchen administrativ zu Wulferdingsen und Volmerdingsen.
Im Jahre 1898 stand Bergkirchen, wenn auch nur kurzfristig, im Zentrum der Aufmerksamkeit der Öffentlichkeit des Kaiserreichs. Das damalige deutsche Staatsoberhaupt, Kaiser Wilhelm II., bezog mit seinem Generalstab in dem später in Kaiser Apotheke unbenannten Arzneihaus des Ortes einen Beobachtungspunkt als „Manöver-Sitz“ für ein in der Umgebung abgehaltenes Kaisermanöver.
Mit der Gebietsreform im Jahre 1973 wurde die Gemeinde Wulferdingsen mitsamt Bergkirchen der Stadt Bad Oeynhausen zugeschlagen. Die im Vorfeld der Gebietsreform von Bergkirchenern geforderte Wiehengebirgsgemeinde, die mit Bergkirchen als zentralem Verwaltungsort die Dörfer des historischen Kirchspiels beiderseits des Wiehengebirges umfassen sollte, konnte nicht durchgesetzt werden.

## Gebirgspass
Über den Bergkirchener Wiehengebirgspass verläuft auf 165 m Höhe über NN die Landstraße 772. Die Passstraße hat auf beiden Seiten mit mehreren Serpentinen teilweise den Charakter einer Gebirgsstraße, die es in der ansonsten eher flachen, bzw. leicht hügeligen Region, zumindest in dieser Ausprägung, nur noch an wenigen anderen Stellen im Kreisgebiet gibt (z. B. Lutternsche Egge, Kahle Wart). Ein starker sommerlicher Motorradverkehr auf dieser Strecke hat zu einer Anwohner-Diskussion geführt.

## Sehenswürdigkeiten

### Kirche in Bergkirchen

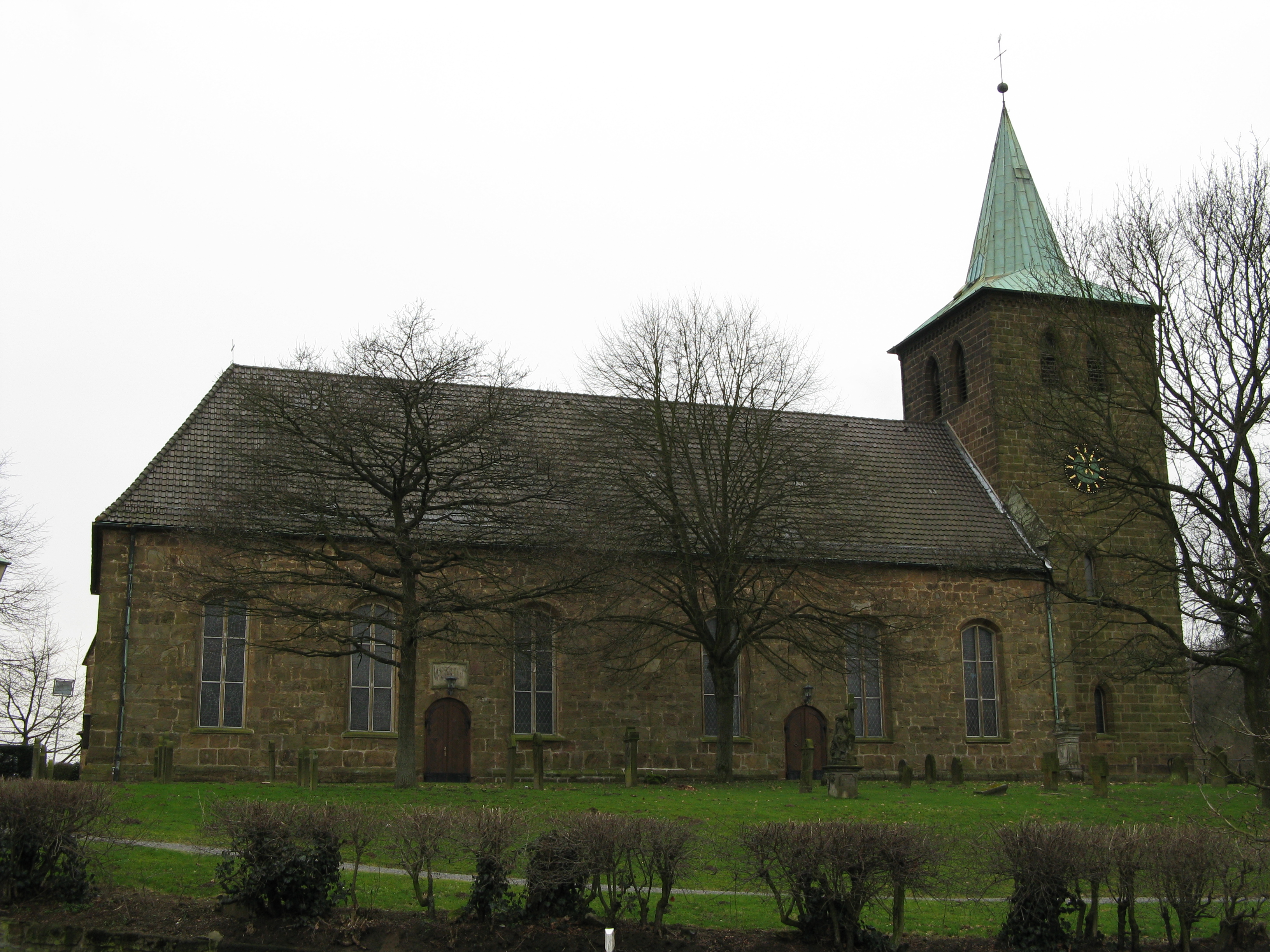
Die evangelische Kirche zu Bergkirchen

Eine besondere Sehenswürdigkeit ist die evangelische Kirche Bergkirchen aus dem Jahre 1756. Vor 1200 Jahren wurde dort vermutlich das erste Gotteshaus gebaut. Die Kirche befindet sich auf dem Gebiet des Stadtteils Volmerdingsen.

### Wittekindsquelle

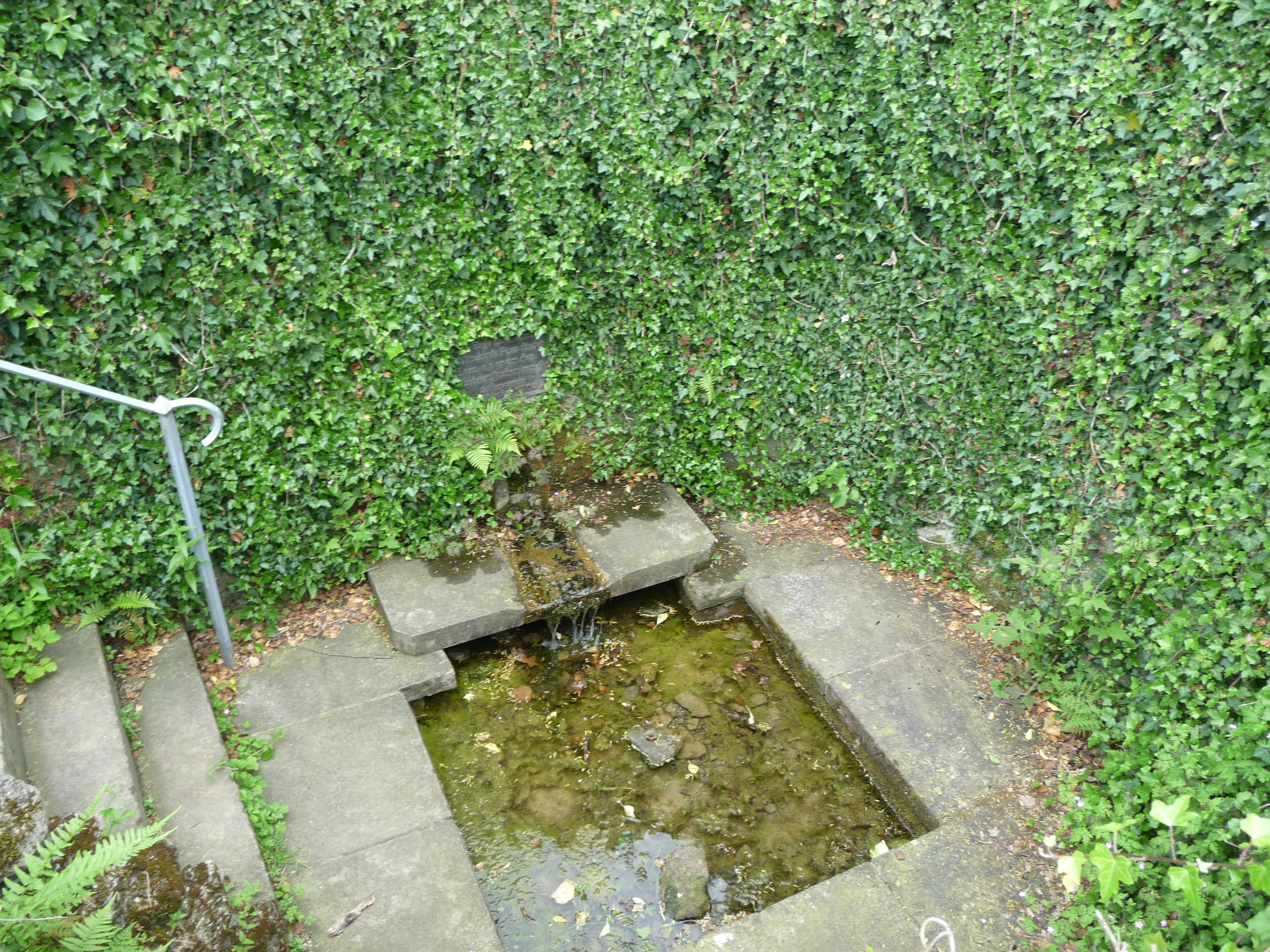
Die Wittekindsquelle zu Bergkirchen. Vermeintliche Stelle des Quellwunders

Südwestlich des Kirchturms befindet sich auf dem Kirchengelände die Wittekindsquelle, vermuteter Ort eines mittelalterlich-sächsischen Quellheiligtums und sagenhafte Stelle des Quellwunders, das die Überlieferung dem mittelalterlichen Sachsenherzog Widukind zuschreibt. Widukind sei der Sage nach über den Kamm des Wiehengebirges geritten und habe ein Zeichen Gottes erwartet, ob er den Glauben wechseln, sich dem militärisch überlegenen Karl dem Großen ergeben und damit die Sachsenkriege beenden solle. Daraufhin habe sein Pferd plötzlich einen Stein losgescharrt und Quellwasser sei hervorgeschossen. Als Folge dieses Zeichens habe Widukind sich für den Übertritt zum Christentum und die Unterwerfung unter Karl den Großen entschieden. Diese Begebenheit ist in dem Wittekinddenkmal dargestellt, das auf dem Herforder Wilhelmsplatz steht.
Anfang der 1970er Jahre versiegte die Quelle aus nicht völlig zu klärenden Gründen. Durch den Arbeitskreis für Heimatpflege wurde eine Wasserpumpe eingebaut, die nun wieder Wasser sprudeln lässt.
Die Verquickung einer an einem Bergpass spielenden Quell-Legende mit der als christlich-religiöses Bekehrungserlebnis gedeuteten Entscheidung für eine Unterwerfung unter den militärisch überlegenen Karl den Großen deutet darauf hin, dass sich an der Stelle der heutigen Bergkirchener Kirche vorher ein sächsisches Quellheiligtum befand. An der Kirche und an der unterhalb liegenden Wittekindsquelle weisen Hinweistafeln auf die Sage und das vermutete frühere Quellheiligtum hin.

### Wassermühle Bergkirchen

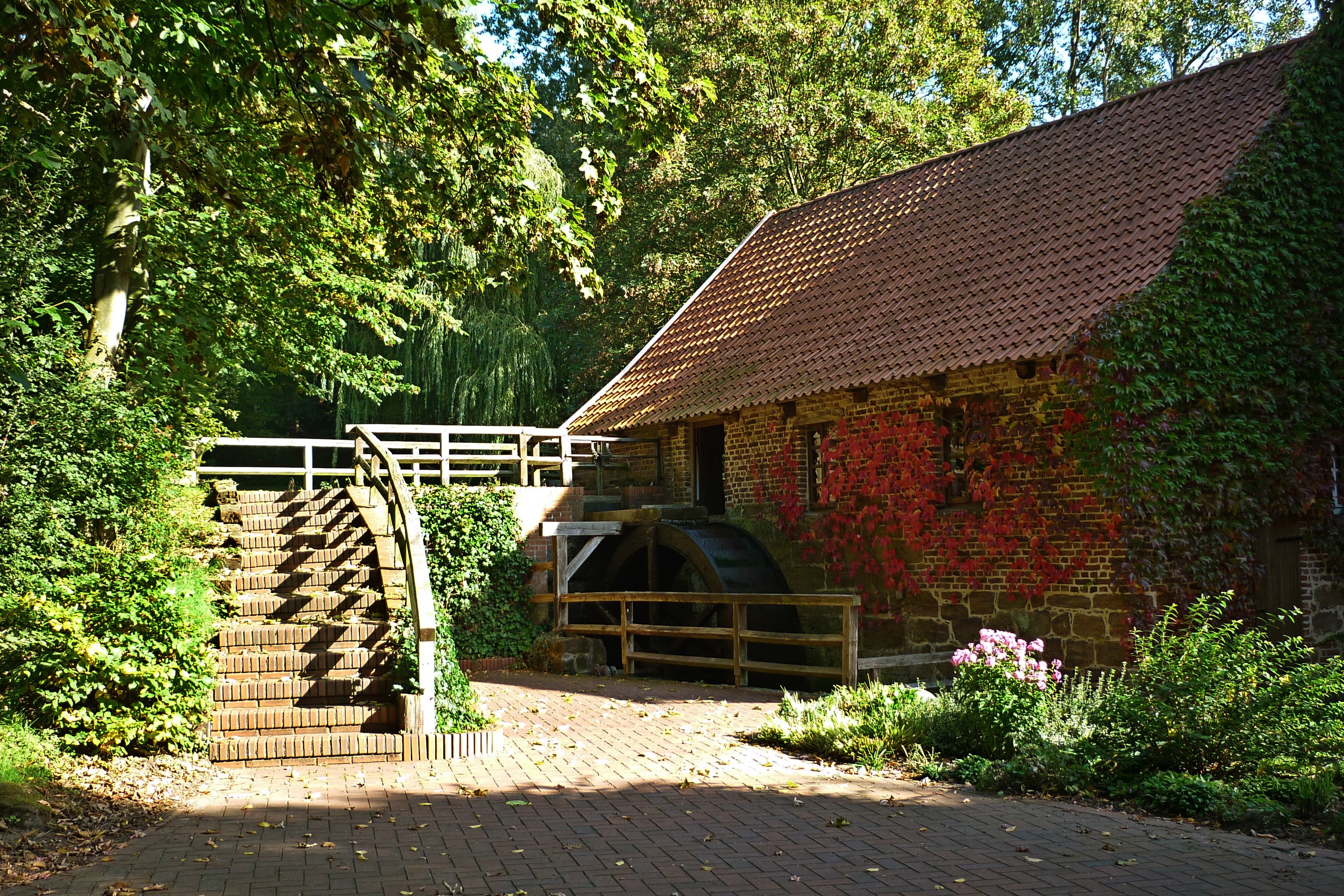
Die Wassermühle zu Bergkirchen

Die Wassermühle Bergkirchen, auch genannt Schöne Mühle, ist eine der wenigen so genannten oberschlächtigen Wassermühlen im Mühlenkreis Minden-Lübbecke. Sie befindet sich schon seit Jahrhunderten im Besitz der Müllerfamilie Schöne/Haupt; von diesem Eigentümernamen leitet sich der heutige Name der Mühle ab. Sie wurde bis zum Ende der 1970er Jahre noch als solche kombiniert mit einem Landhandel betrieben.
Gemäß Überlieferung soll die Mühle „während des Dreißigjährigen Krieges“ gebaut worden sein, Belege fehlen jedoch. Das Mühlengebäude ist aus Bruch- und Ziegelsteinen errichtet. Ein oberschlächtiges Wasserrad mit 3,8 m Durchmesser treibt die Mühleneinrichtung an. Anfang der 1980er Jahre wurde die Mühle restauriert und unter Denkmalschutz gestellt. Heute hat die Mühle einen voll funktionsfähigen Mahlgang und, als einzige Mühle im Kreis, eine restaurierte Ölmühle, mit der man in alten Zeiten aus Raps, Bucheckern oder Sonnenblumenkernen Öl gepresst hat.
Die Wassermühle ist Teil der Westfälischen Mühlenstraße und der Mühlenroute.

### Naturdenkmal
Östlich des Gemeindehauses bzw. hinter dem Pfarrhaus sind zwei Eiben als Naturdenkmal B.1.3. ausgewiesen. Diese überragen deutlich das Haus und haben an der dicksten Stelle einen Umfang von über drei Metern. Im Jahr 1882 haben sie den Brand des Gemeindehauses überstanden.

### Mahnmal gegen Krieg und Gewalt
Gegenüber der Kirche direkt am Osthang des Bergkirchener Kopfes steht das Mahnmal gegen Krieg und Gewalt. Es wurde 1961 errichtet und geht auf eine Initiative des Kreisverbandes Minden der Heimkehrer zurück. Der Eidinghauser Bildhauer Theodor Henke schuf es aus rotem Obernbecker Sandstein. Drei Stufen aus diesem Material führen über eine kleine Böschung hinaus zum Mahnmal. Auf der ersten Stufe steht die Inschrift „allen Toten“, auf der zweiten Stufe „von Menschen umgebracht“ und auf der dritten „1939–1945 und immer“. Die Stufen leiten den Betrachter zum eigentlichen Mahnmal, einem als Kreuz gestaltetem Stein mit der Inschrift „und Liebe bleibt trotz Blut und Tod und Waffen der Grund der Welt“. Auf dem Stein ist eine Bronzeplatte angebracht mit einer Reliefdarstellung, die Gefangene hinter Stacheldraht zeigt, und der Inschrift „Vergesst uns nicht“.

### Gedenkstein Darlehnskasse
An die Gründung der Darlehnskasse in Bergkirchen erinnert seit 1999 eine bronzene Gedenktafel, die an einem Gedenkstein befestigt ist, der während der Saale-Eiszeit als Findling in das Gebiet von Bergkirchen gelangte und jetzt zwischen dem Pfarrhaus und dem ehemaligen Konatorhaus liegt. Die Gedenktafel trägt folgende Inschrift:

„Anno 1889 – wurde im ehemaligen Kirchspiel Bergkirchen die erste Spar- und Darlehnskasse gegründet. Der Lehrer und Kantor Heinrich Brinkmann amtierte hier von 1889 bis 1924 als Rendant. Zur Erinnerung im Jahre 1999. Heimatverein Bergkirchen e. V. 
Dieser südschwedische Granitfindling, Gewicht ca. 17 t, gelangte vor etwa 180000 Jahren in unser Gebiet.“

### Findling
Ein weiterer Findling aus Granit steht nördlich der Kirche an der auf der nördlichen Straßenseite gelegenen Bushaltestelle. Er trägt auf der West-, Süd- und Ostseite die Inschriften: „164,4 m ü.NN“, „Bergkirchen 2003“ und „Heimatverein Bergkirchen“.

### Freiherr Carl Schlotheim und Felicité-Melanie von Schlotheim Grab mit Hochkreuz-Denkmal

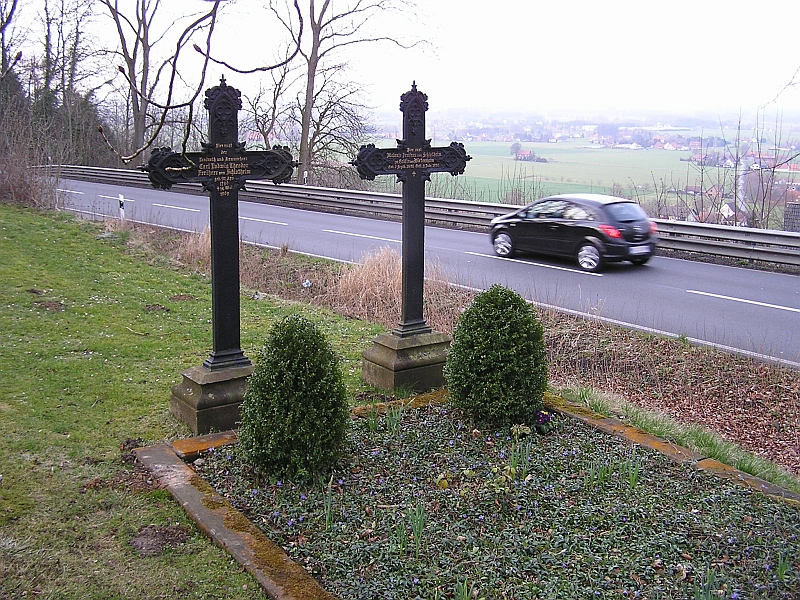
Grab Carls von Schlotheim am Pass in Bergkirchen, mit Blick auf das Mindener Land und die Norddeutsche Tiefebene

Im Pass direkt an der Serpentine der Bergkirchener Straße und jenseits des Gebirgskammes liegt das Grab des Freiherrn Carl Ludwig Theodor von Schlotheim  und das seiner Ehefrau Felicité-Melanie geb. Lagarde, Tochter des Königs von Westphalen, Jérôme Bonaparte. Das Grab ist auf Karten als Denkmal verzeichnet und liegt fast genau auf der Grenze zur Gemeinde Hille (die Grenze, im Zuge der Straße verlaufend, tangiert die kleine Wiese zwischen der Kehre mit den Gräbern) an der nördlichsten Stelle Bergkirchens und der Stadt Bad Oeynhausen. Das Grab besteht aus einem Hochkreuz-Denkmal und ein Doppelgrab mit zwei gusseisernen Kreuzen.
Zum 138. Todestag Melanie von Schlotheims, die am 8. Juli 1876 verarmt in Rehme starb, wurde das Grab im Jahre 2014 renoviert und präsentiert sich der Öffentlichkeit nun in neuem Glanz.
Ein Fußweg auf dem Weg zur Kirche führt am Grab vorbei. Für motorisierte Besucher war das Anhalten an der viel befahrenen Straße lange Zeit gefährlich. Deshalb wurde ein Parkstreifen und eine Sitzgruppe angelegt. Der Initiative des Freiherrn von Schlotheim, von 1849 bis 1869 Landrat des damaligen Kreises Minden, ist unter anderem die Passstraße Bergkirchen zu verdanken. Die Straße, die von Hartum über Rothenuffeln und Bergkirchen nach Eidinghausen führt, wurde 1857 als erster fertiggestellter Bauabschnitt der Öffentlichkeit übergeben. Gleichzeitig wurde dem Landrat als Dank ein Denkmal, das aus Sandstein errichtete Hochkreuz-Denkmal, gesetzt. Der Gedenkstein ist im neugotischen Stil errichtet worden. An der Nordseite des Denkmals ist das Wappen derer von Schlotheim abgebildet und der Satz „Errichtet am 24. September 1857“ zu sehen. Dem Wunsch Schlotheim, an dieser Stelle mit seiner Frau begraben zu werden, wurde später entsprochen.

## Organisationen/Vereine

### Evangelische Kirchengemeinde
Die Kirchengemeinde Bergkirchen umfasst die Orte Wulferdingsen und Bergkirchen, allerdings einschließlich der administrativ zu Volmerdingsen gehörenden Bereiche Bergkirchens. Die meisten Einwohner Wulferdingsens (incl. Bergkirchen) gehören der Evangelisch-Lutherischen Kirchengemeinde Bergkirchen an. Im Rahmen Kirchengemeinde ist der CVJM Bergkirchen organisiert, der sich u. a. seit mehreren Jahren in einer Theater-Laienspielgruppe engagiert.
Die Kirchengemeinde unterhält sowohl in Bergkirchen als auch in Wulferdingsen jeweils ein Gemeindehaus.
Die Gemeinde unterhält Partnerschaften mit Mwangoi in Tansania und Ribnita in Moldawien.

### Heimatverein Bergkirchen
Um die Belange des Ortsteils kümmert sich seit Jahrzehnten der Heimatverein Bergkirchen.

## Persönlichkeiten
- Albrecht Wellmer (1933–2018), Philosoph
- Martin Wellmer (1902–1972), Historiker und Archivar